# Ансельм де Сен-Поль
Ансельм де Кандавен (Anselme de Campdavaine) (ум. 1175 или позже) — граф Сен-Поля с 1170.
Родился между 1125 и 1135 годами. Сын Юга III де Кандавена или от первой, или от второй жены (вероятнее первый вариант).
Сеньор Люшо (1162) и Тарантефира (1169). В 1170 наследовал брату, умершему бездетным, в качестве графа Сен-Поля.
Имя и происхождение первой жены не известны. Вторая жена — Эсташия (ум. 1164), дочь или сеньора Монмирайля Гильома IV Гуэ, или Эсташа IV Булонского, была замужем за Джофри Мандевиллем, графом Эссекса (развелись). Третья жена — Матильда (ум. не ранее 1202), происхождение не известно.
Дети: (от какой жены, определить не представляется возможным):
- Маргарита, муж — Дрё, шателен Амьена
- Мария
- Беатрикс, муж — Жан I, граф Понтьё
- Юг (Гуго) IV (ум. 1205), граф Сен-Поля
- Ангерран (ум. после 1186)
- Ги (ум. не ранее 1202), сенешаль Понтьё.